# کیکوو
کیکوو (به لهستانی:  Kikół) یک روستا در لهستان است که در گمینا کیکوو واقع شده‌است. کیکوو  ۱٬۵۰۰ نفر جمعیت دارد.